# アルビン・カマラ
アルビン・メンティアン・カマラ（Alvin Mentian Kamara, 1995年7月25日 - ）は、アメリカ合衆国ジョージア州アトランタ出身のプロアメリカンフットボール選手。NFLのニューオーリンズ・セインツに所属している。ポジションはランニングバック。

## 経歴

### ニューオーリンズ・セインツ
2017年のNFLドラフトにて、全体67位でニューオーリンズ・セインツから指名された。
1年目から頭角を現し、プロボウル、オールプロセカンドチームに選出され、NFL攻撃部門年間最優秀新人賞を受賞した。
2020年シーズン開幕前にセインツと5年総額7500万ドルの契約延長に合意した。このシーズン第16週、ミネソタ・バイキングス戦で6つのラッシングタッチダウンを記録し、NFLタイ記録に並んだ。
2021年にはルーキーイヤーから5年連続となるプロボウルに選出された。
2024年のシーズン中に、2026年シーズンまでの2年2450万ドルの契約延長に合意した。

## 人物

### ビジネス活動
ジュースとスムージーを提供するチェーン店を保有しており、ルイジアナ州を中心に複数店舗を展開している。
2021年6月20日にNASCARのアドバイザーに就任している。

### 不祥事
2022年のプロボウルの試合後にナイトクラブで暴行を働き、逮捕された。

## 家族
母親はリベリアの出身である。

## 詳細情報

### NFL記録
1試合最多ラッシングTD:6（ゲイル・セイヤーズ、アーニー・ネバーズと並ぶタイ記録）